# بانک فدرال رزرو دالاس
بانک فدرال رزرو دالاس (به انگلیسی: Federal Reserve Bank of Dallas) یکی از ۱۲ شعبهٔ فدرال رزرو ایالات متحده آمریکا است و در شهر دالاس قرار دارد.
این بانک مناطقی از ۳ ایالت تگزاس، لوئیزیانا، و نیومکزیکو را پوشش می‌دهد.
ساختمان این بانک توسط شرکت بزرگ کون پدرسون فاکس طراحی گردید.